# Jacobus Swart
Jacobus Swart (Heiloo, 9 de fevereiro de 1950) é professor da Universidade Estadual de Campinas (UNICAMP), Campinas, Brasil e foi nomeado membro do Instituto de Engenheiros Eletricistas e Eletrônicos (IEEE) em 2014 por suas contribuições à educação em microeletrônica no Brasil. 

## Biografia
Jacobus Swart obteve seu título de Engenheiro e seu Doutorado em Engenharia pela Escola Politécnica da Universidade de São Paulo (USP), em 1975 e 1981, respectivamente. Depois, ele fez um pós-doutorado na Universidade Católica de Leuven, Leuven, Bélgica. Mais tarde, ele foi pesquisador visitante por algum tempo no Research Triangle Institute, Carolina do Norte; na Cornell University, Nova York; no Instituto de Tecnologia de Comunicação Móvel e por Satélite (IMST), na Alemanha, e na Universidade de Bordeaux, na França. Foi membro acadêmico da Escola Politécnica da Universidade de São Paulo antes de ingressar  na FEE UNICAMP em 1988, onde se tornou professor titular em 1997.  Atuou também como diretor do Centro de Semicondutores da UNICAMP e também de um centro de pesquisas nacional chamado Centro de Tecnologia da Informação Renato Archer em Campinas. De 2013 a 2020 atuou como representante do IMEC da Bélgica no Brasil.

## Conquistas
Jacobus Swart foi autor e coautor de 76 artigos em periódicos e 220 artigos em anais de conferências. É autor de um livro de ensino de engenharia intitulado Semicondutores: Fundamentos, técnicas e aplicações. Ele deu inúmeras palestras convidadas e participou de mesas redondas, totalizando 190 vezes. Ele é um palestrante ilustre do Instituto de Engenheiros Elétricos e Eletrônicos. Seus tópicos de pesquisa incluem tecnologias de silício e semicondutores compostos, modelagem de dispositivos e design de circuitos. Orientou mais de 60 teses e dissertações na USP e na Unicamp.

## Prêmios
- 2020: Prêmio de Serviço Distinto EDS/IEEE 2020 [10]
- 2014: Bolsista IEEE [1]
- 2014: Membro Titular da Academia Nacional de Engenharia [11]
- 2012: Membro Titular da Academia de Ciências do Estado de São Paulo [12]
- 2010: Prêmio Pe Roberto Landell de Moura pela Sociedade Brasileira de Microeletrônica – SBMicro[13][14]
- 1992: Bolsa de Pesquisa do CNPq com nível máximo 1A desde 2003
- 2014: Ocupante da cadeira 76 da Academia Nacional de Engenharia desde 2014[15]